# Valya Karnaval

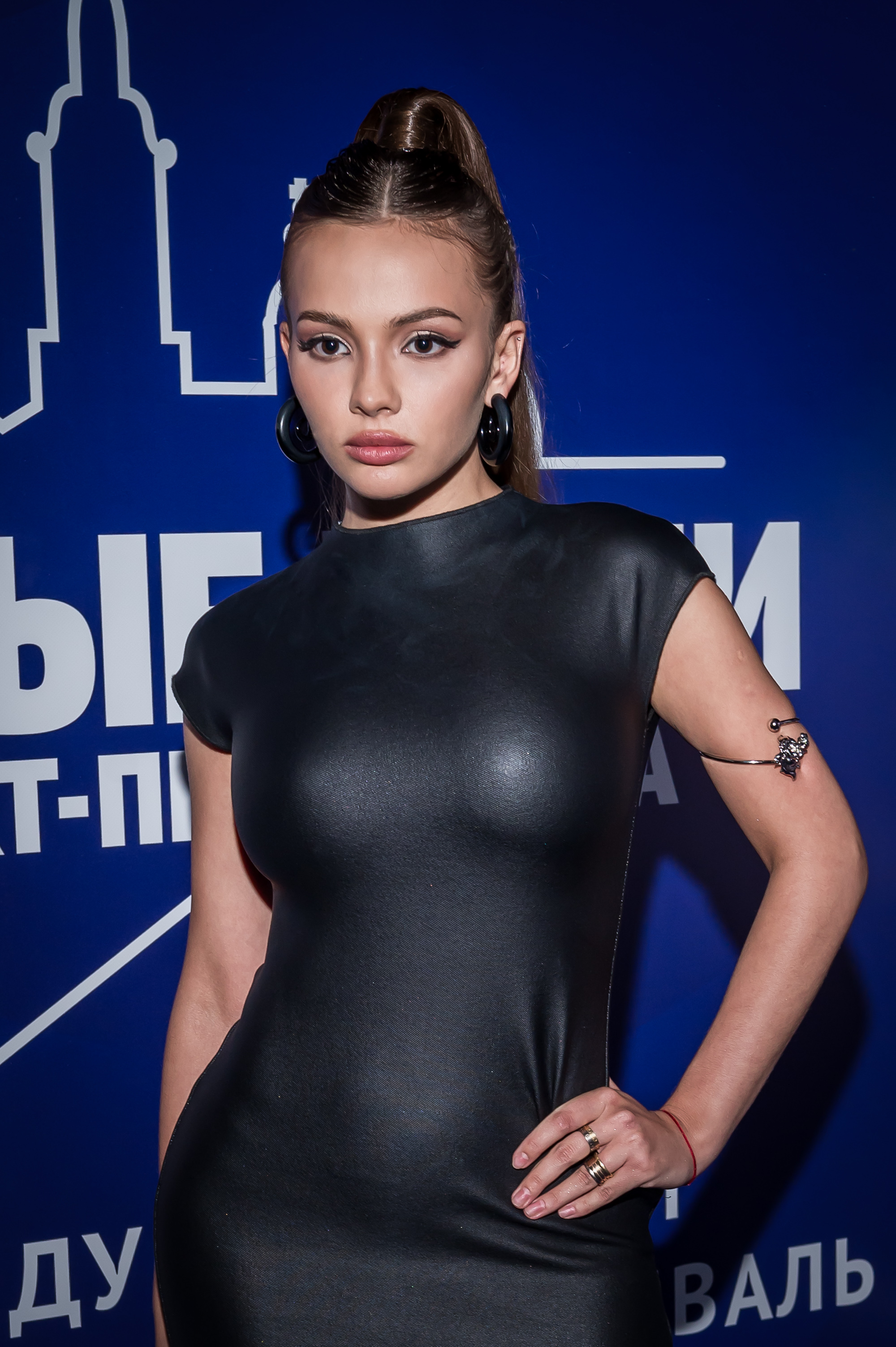
Valya Karnaval (2024)

Valya Karnaval (russisch Валя Карнавал), bürgerlich Walentina Wassiljewna Karnauchowa (russisch Валентина Васильевна Карнаухова) (* 11. November 2001 in Rostow am Don), ist eine russische Sängerin, Schauspielerin, Webvideoproduzentin und Vloggerin.

## Werdegang

### Privat
Karnaval besuchte die Schule Nr. 9 in ihrer Heimat Rostow am Don. Anschließend besuchte sie dort die Hochschule für Werbung, Dienstleistung und Tourismus. 2025 wurde sie als Studentin an der Finanzuniversität der Regierung der Russischen Föderation aufgenommen.
Seit Mai 2025 ist sie mit dem armenischen Unternehmer Argishti Evoyan verlobt.

### Internetkarriere
Karnaval begann als 17-Jährige, auf der Plattform musical.ly humoristische Videos hochzuladen. Nach der Inkorporierung der Plattform in TikTok schloss Karnaval sich der Produktionsgemeinschaft Hype House an. Im Sommer 2020 startete sie auch ihre Gesangskarriere und veröffentlichte die Single Психушка (=dt.: Irrenanstalt). Diese blieb ihre erfolgreichste Single, die eine niedrige Platzierung in den russischen Charts erreichen konnte. Alle weiteren Singles, die sie bis 2022 produzierte, blieben dahinter zurück. Gleichzeitig trat sie 2020 auch in der US-amerikanischen TV-Serie Vacation in einer Nebenrolle als Schauspielerin in Erscheinung. Im Februar 2022 nahm sie an dem Reality-TV-Format Звёзды в Африке (=dt.: Stars in Afrika) teil und erreichte dort das Finale. Von 2021 bis 2023 spielte sie zudem in 28 Episoden der russischen Serie Otpusk mit. Seit 2024 spielt sie die Rolle der Olga in der Serie Ekstrim.
Wesentlich erfolgreicher war Karnaval mit ihren Webvideos. Dabei tritt sie in verschiedenen Variationen unter dem Pseudonym Karnaval auf, das sich aus den jeweils ersten drei Buchstaben ihres Nach- und ihres Vornamens zusammensetzt. 2020 galt sie laut Forbes als eine der fünf bestbezahlten TikToker in Russland. Nachdem sie anfangs hauptsächlich lustige Videos produzierte, hat sie zwischenzeitlich auch Tanz- und Sportvideos in ihr Repertoire aufgenommen. Im Juli 2025 hatte sie auf Youtube knapp 1,5 Millionen Abonnenten, auf Instagram etwa 7,5 Millionen Follower und auf TikTok gar etwa 28,6 Millionen Follower.